# Manuel Córrego
Manuel Córrego é o pseudónimo de Manuel Pereira da Costa, (Cucujães, 16 de Novembro de 1932, S. João da Madeira, 2 de Novembro de 2022) dramaturgo, escritor e jornalista português.

## Biografia

### Primeiros anos
Natural do Couto de Cucujães, e residente em S. João da Madeira, é filho de Amadeu Pereira da Costa e de Ana Correia da Costa. Pela mão de seu pai (que foi maestro, criou e dirigiu um Conjunto Coral e um Grupo de Teatro), fez parte desses agrupamentos desde os verdes anos até à idade de cumprir o serviço militar. Cumpriu esse serviço em Queluz e na Figueira da Foz durante três anos, aproveitando esse tempo para seguir, como voluntário, o ensino liceal, seguindo depois para Coimbra, a fim de tirar o curso de direito.

### Tempo de Coimbra
Matriculado na Universidade de Coimbra (onde conheceu professores que deixaram memória como Manuel Andrade, Pires de Lima, Ferrer Correia, Pereira Coelho, Anselmo Castro e Rui Alarcão), participou na agitada vida académica daqueles tempos de contestação à ditadura. Ingressou no Teatro dos Estudantes da Universidade de Coimbra (onde conviveu com Paulo Quintela, Manuel Alegre, Alberto Pimenta, José Guedes, António Portugal, António Taborda) Com o TEUC participou nas Delfíadas de Bristol.

### Malange e S. João da Madeira
Concluído o curso de direito, serviu com magistrado do Ministério Público na cidade de Malange. Nessa cidade angolana fundou e dirigiu o Teatro Experimental de Malange, reunindo um conjunto de europeus e africanos. Para além de espectáculos teatrais o TEM levou a efeito sessões de Teatro Radiofónico e reuniões de poesia com os alunos do Liceu. Regressou ao continente em 1964 para cumprir a meta de sempre que era o exercício da advocacia, passando desde então a residir em S. João da Madeira.

### Actividade Cívica
Instalado numa região de fortes tradições democráticas (S. João da Madeira foi a única cidade cidade do país em que Humberto Delgado venceu as eleições para a presidência da república em 1958), ligou-se ao Movimento Democrático de Aveiro, fez parte das comissões de apoio aos presos políticos e às suas famílias, assim como aos Congressos Democráticos realizados nessa cidade. Ao lado do líder socialista Alcides Strecht Monteiro, participou activamente nas eleições legislativas de 1969, em que foi candidato Carlos Candal. Fez parte da comissão que em Abril de 1974 organizou a assembleia popular que, por voto directo, elegeu Benjamim Valente como primeiro presidente da Câmara Municipal em democracia. Apoiou as candidaturas de Mário Soares à presidência da república, nas quais participou activamente, primeiro como mandatário no concelho e depois na comissão de honra.

### Cultura
Colaborador do jornal O Regional
desde os dezoito anos, aprofundou essa colaboração através da criação de uma página cultural destinada ao desenvolvimento das letras e das artes e ao incentivo dos jovens. Neste órgão de regionalismo e cultura contactou com jornalistas como José Soares da Silva, Belmiro Silva, Duarte Gonçalves, Durbalino Duarte, Manuel Tavares, José Manuel Bastos, Ricardo Stocler, Magalhães dos Santos e Josias Gil. Desde os anos sessenta, por convite do proprietário José da Silva Pinho, exerce as funções de director deste órgão de comunicação que em Janeiro de 2012 cumprirá noventa anos de existência. 
Em 1965, com José Casal, António Campelo, Jorge Martel, Luís Laranjeira, Alzira Laranjeira e António Queirós fundou o NAT - Núcleo Amador de Teatro de S. João da Madeira que, além do Teatro, se dedicou às artes em geral, através exposições, colóquios, encontros com escritores, designadamente com João da Silva Correia e Ferreira de Castro. No que respeita à música, com a colaboração de Marília Rocha e da Pró Arte, o NAT levou a efeito iniciativas onde, entre muitas outras, se destacam os concertos das pianistas locais Isabel Rocha e Nelly Santos Leite, as apresentações da Orquestra Sinfónica do Porto, assim como a primeira audição em Portugal das nove Bachianas Brasileiras de Heitor Vila-Lobos, por um conjunto de nove violoncelos dirigidos pelo maestro Manuel Ivo Cruz.

### Actividade literária e dramática
Desde cedo atraído pela literatura e pelo teatro, Manuel Córrego tem-se dedicado ao jornalismo, assim como à encenação e criação de textos dramáticos e de ficção. O seu romance de estreia, "Campo de Feno com Papoilas", foi distinguido com o maior prémio do país para uma obra. No campo dramático, os três volumes da Trilogia dos Descobrimentos foram distinguidos pelo Grande Prémio de Teatro Inatel. No Brasil as suas peças têm merecido a atenção dos professores Francisco Maciel Silveira e Flávia Corradin, que na Universidade de S. Paulo criaram cadeiras dedicadas ao teatro histórico português. Nesse âmbito se têm realizado seminários e teses de mestrado, designadamente por iniciativa da poetisa Maria Lúcia Waberski.

## Obras Publicadas

### Teatro
- O Tinteiro de Ferro, Camiliana

Prémio Garrett, 1990 
- Um Gira-Discos na Floresta,[3]

Grande Prémio de Teatro Inatel, 1991 Prémio Eça de Queirós, 1992
- A Revolução em Directo e Um Milhão de Perguntas, 1996 [4]
- Um Nó na Cauda e Chuva de Verão, 1997
- O Testamento do Rei D. João Segundo

Grande Prémio de Teatro Inatel, 1998
- Trilogia Queirosiana, 1999
- O General e o Ditador e Sobre um Tema de Rachmaninov, 2002
- O Casamento de D. Manuel Primeiro,

Grande Prémio de Teatro Inatel, 2004  
- Um Desenho na Face e Anailde, 2001, 2004
- A Rainha e o Cardeal

Grande Prémio de Teatro Inatel, 2006
- As Sonatas de Amadeus, Um Fio de Água

Um Terraço sobre a Cidade
Prémio da Escola Superior Artística do Porto, 2007

### Ficção
- Campo de Feno com Papoilas, Romance

Prémio Ler/Fundação do Círculo de Leitores, 1998
Campo das Letras, 2000 
- Diz-me a Quem Amar e Serei Salvo, contos

Campo das Letras, 2001 
- Três Horas e um Quarto, camiliana, in Dez Contos com Livros Dentro,

Campo das Letras, 2004
- Cem Anos sem uma Valsa, Romance Queirosiano, 2006.[7]
- Vento de Pedra, romance,[8]

Prémio AO, 2008
- Perpétuas-Roxas e o Lá de Schumann, Camiliana e outros contos.

Prémio Miguel Torga, 2010 